# Heiny Srour
Heiny Srour (àrab: هايني سرور, Haynī Srūr) (Beirut, Líban, 23 de març de 1945) és una directora de cinema libanesa. És coneguda per ser la primera cineasta àrab que ha dirigit una pel·lícula, Saat el Tahrir Dakkat, Barra ya Istimar (‘L'hora de l'alliberament ha arribat’), escollida per al Festival Internacional de Cinema de Canes. Srour va defensar els drets de les dones a través de les seves pel·lícules, els seus escrits i finançant altres cineastes.

## Carrera professional
Nascut el 1945 a Beirut, Srour va estudiar sociologia a la Universitat Americana de Beirut i després es va doctorar en antropologia social a la Sorbona. La seva primera pel·lícula, Bread of Our Mountains (1968, 3', 16 mm) es va perdre durant la Guerra civil libanesa.
El 1974, la seva pel·lícula Saat el Tahrir Dakkat, Barra ya Istimar, sobre la Rebel·lió de Dhofar, a Oman, va ser seleccionada per competir al Festival de Canes, convertint Srour en la primera dona àrab a tenir una pel·lícula seleccionada per al festival internacional. Es creu que la seva pel·lícula documental The Hour of Liberation Has Arrived va ser en realitat la primera pel·lícula de qualsevol cineasta femenina que es va projectar al festival. Srour cita la pel·lícula de Federico Fellini 8½ com una inspiració significativa per a la pel·lícula. No obstant això, malgrat els elogis de la pel·lícula i èxit a Canes, L'hora de l'alliberament ha arribat va ser prohibida a la major part del món àrab per la seva política socialista i feminista.
Srour també va parlar sobre la posició de la dona a la societat àrab, i el 1978, juntament amb la directora tunisiana Selma Baccar i la historiadora del cinema àrab Magda Wassef, va anunciar un nou fons d'assistència "per a l'autoexpressió". de dones al cinema."
El seu llargmetratge de 1984, Laila wa al ziap (Leila i els llops), també reflecteix la política feminista. La pel·lícula narra la història de Leila, una jove libanesa de Londres que viatja en el temps a través del Líban i Palestina del segle xx. El primer llargmetratge de Srour utilitza l'art del documental amb les complexitats de la mitologia àrab. Tot i que és de ficció, utilitza un simbolisme paral·lel a una narració autèntica construïda a partir de l'experiència. Les imatges d'arxiu es teixeixen a la composició per emular estratègicament les narracions històriques complexes. A més, Srour comparteix una perspectiva feminista que es fa ressò del passat colonial. En una entrevista del 2019 amb Mary Jirmanus Saba, Srour comparteix: "... quan vaig veure 8 ½, em vaig adonar que el cinema era un mitjà molt potent que podia expressar tot el que volia dir. Però la meva principal motivació per superar tants obstacles va ser feminista." A més, convida el públic de tots els orígens i gèneres a submergir-se profundament en els valents esdeveniments de l'època i pretén inspirar altres cineastes a compartir també les seves històries ricament històriques.

## Estil i estètica visual
Srour està molt influenciada pel cinema d'art europeu, el cinema verité i el cinema antropològic. Cita 8½ de Federico Fellini com una influència significativa en la seva primera pel·lícula, Saat el Tahrir Dakkat, Barra ya Istimar. A més, Srour va començar a fer pel·lícules a través del seu programa de doctorat en antropologia social sota la direcció de l'historiador i sociòleg marxista francès Maxime Rodinson, que va influir enormement. la seva estètica i política. També cita el "Tercer Cinema" llatinoamericà com a influència important, és a dir, La hora de los hornos d'Octavio Getino.

## Opinions polítiques
Srour es considera feminista i socialista. També es considera una "feminista derrotada", dirigint les seves pel·lícules cap a "l'esquerra àrab", que "seguia tancant el tema" del feminisme. fins que "l'enemic principal, l'imperialisme, sigui derrotat". A més, Srour va intentar dirigir-se als cineastes antropològics europeus, que "eren paternalistes amb les anomenades societats primitives". " i "sovint els observava com insectes". En canvi, Srour esperava representar les "societats anomenades primitives" amb més matisos, mostrant com "els anomenats pobles subdesenvolupats eren més madurs". en termes de feminisme i democràcia que els ciutadans de les nacions industrials.”

## Premis i reconeixements
Srour va ser la primera cineasta àrab a tenir una pel·lícula, Saat El Tahrir Dakkat o L'hora de l'alliberament ha arribat, considerada per al Festival de Canes. Recollint gran part de les seves històries de les dels seus avantpassats, Srour sovint atribueix a la seva àvia l'èxit i el reconeixement de les seves pel·lícules. A la V edició de la Mostra de València va rebre una menció especial per Laila wa al ziap.

## Filmografia

### Curtmetratges i documentals
- The Singing Sheikh (1991, 10', vídeo)
- Rising Above - Women of Vietnam (1997) Directora i productora[11]
- The Eyes of the Heart (1998, 52', vídeo)
- Women of Vietnam (1998, 52', vídeo)
- Woman Global Strike 2000 (2000, vídeo)

### Llargmetratges
- Saat el Tahrir Dakkat, Barra ya Isti Mar (1974, 62',16mm) Director, Editor, i guionista[11]
- Dhofar/Omar - The Guerillas of the Arabian Gulf (1973)
- Laila wa al ziap (1984, 90', 16mm)[1][12] Director and Script Writer[11]